# Stare Miasto w Warszawie

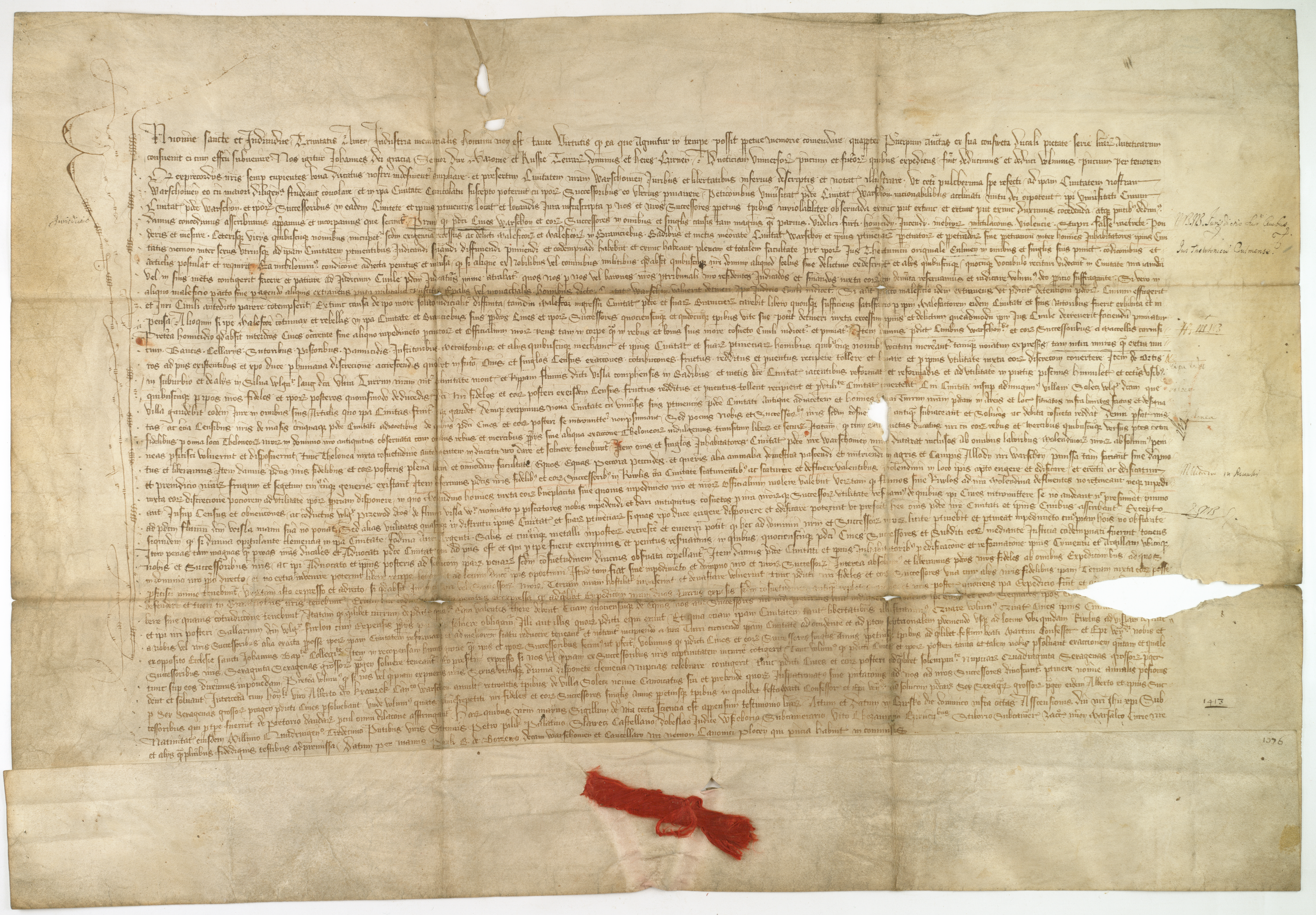
Janusz I Starszy, książę mazowiecki, nadaje miastu Starej Warszawie prawo chełmińskie i inne przywileje, 1413, Archiwum Główne Akt Dawnych

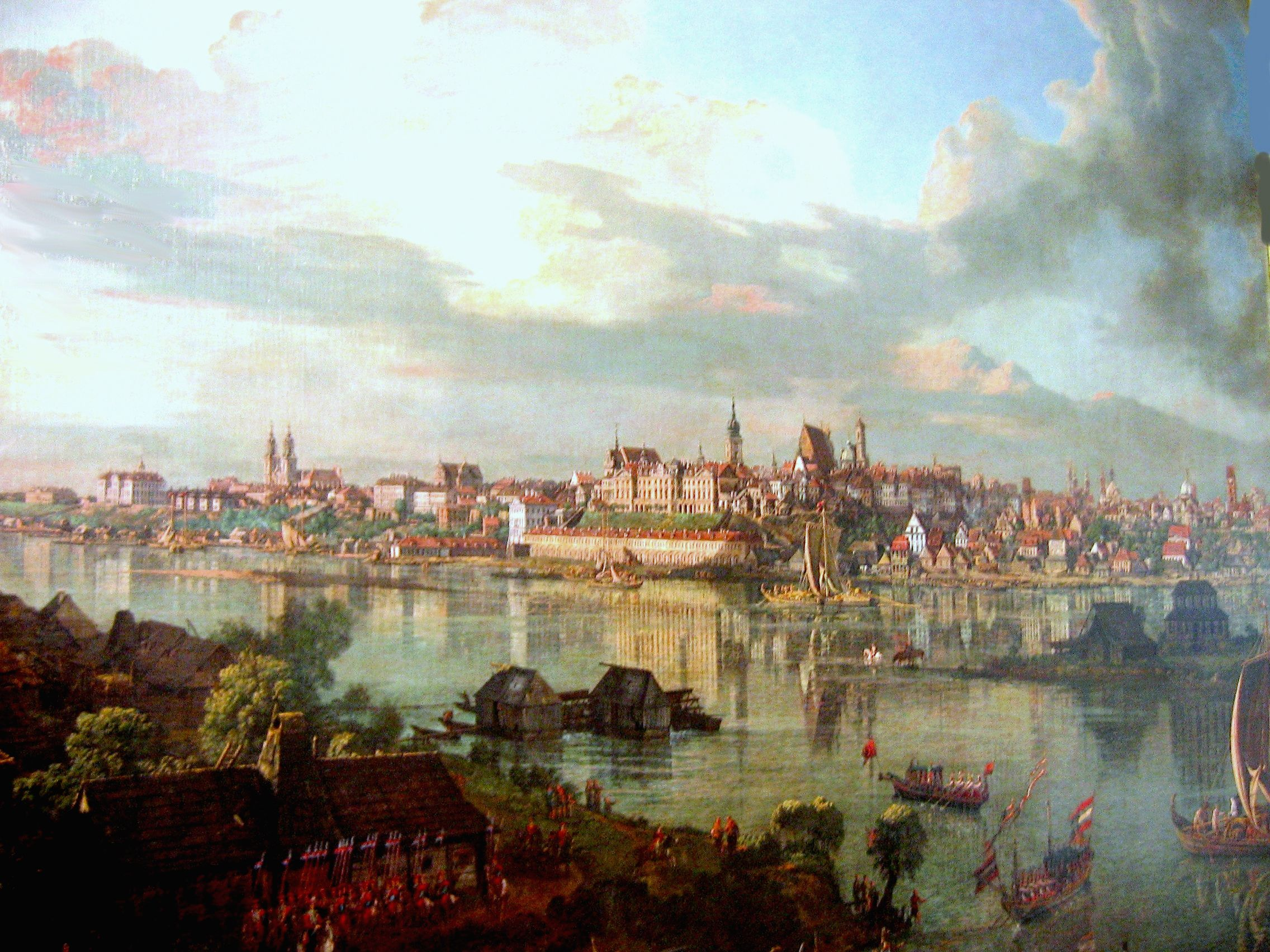
Widok na Stare Miasto od strony Pragi

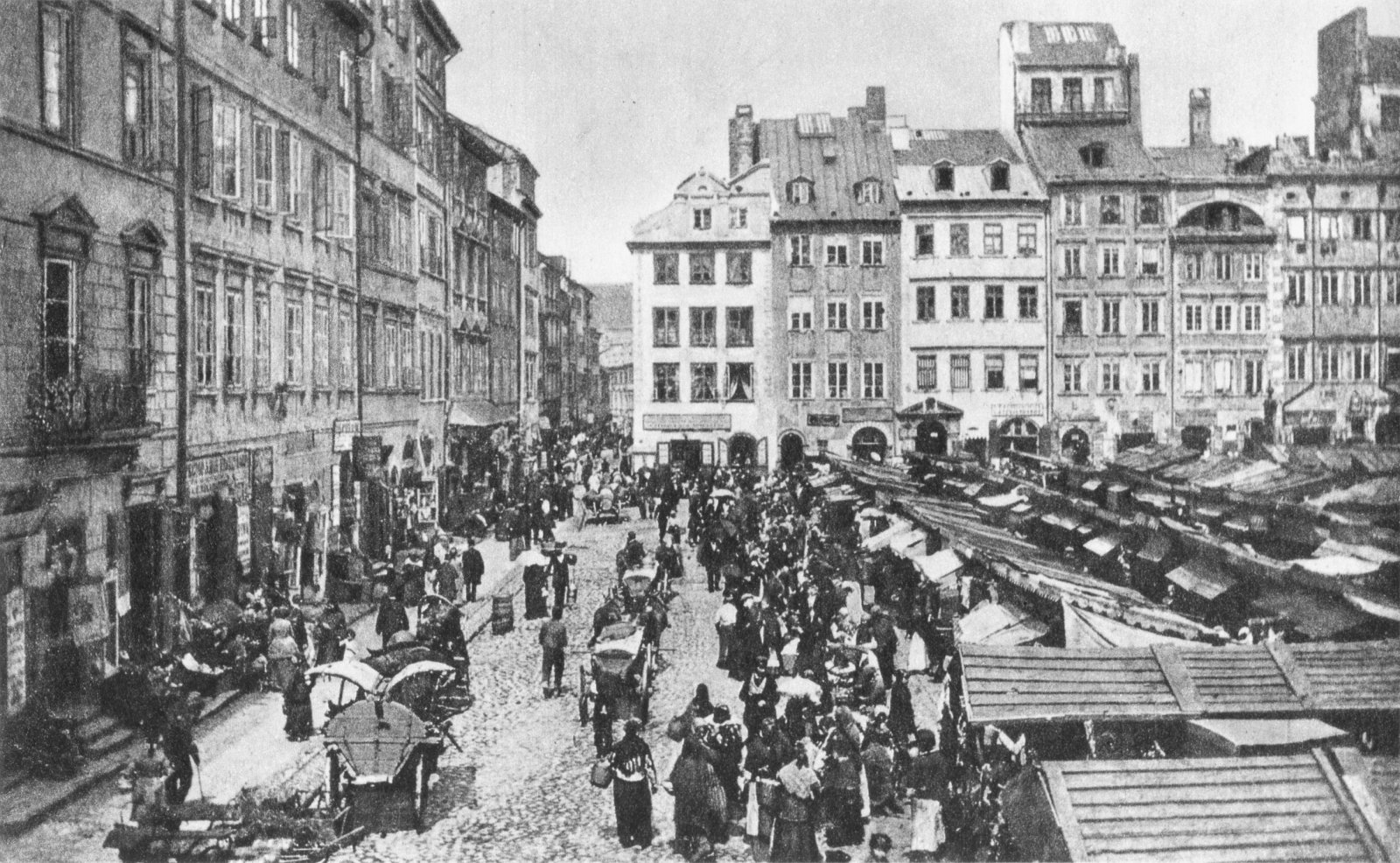
Rynek Starego Miasta, ok. 1882–1888

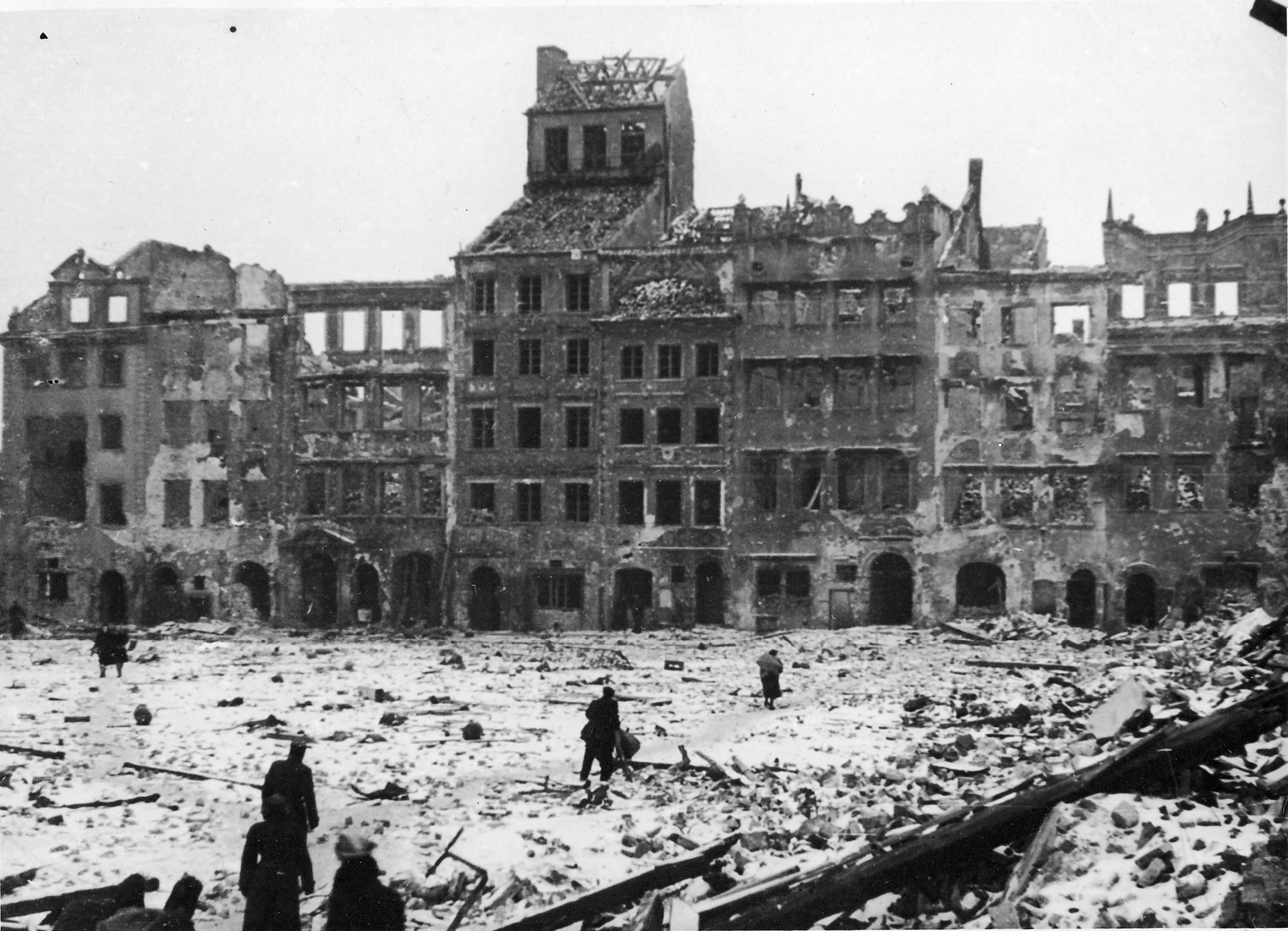
Rynek Starego Miasta w 1945

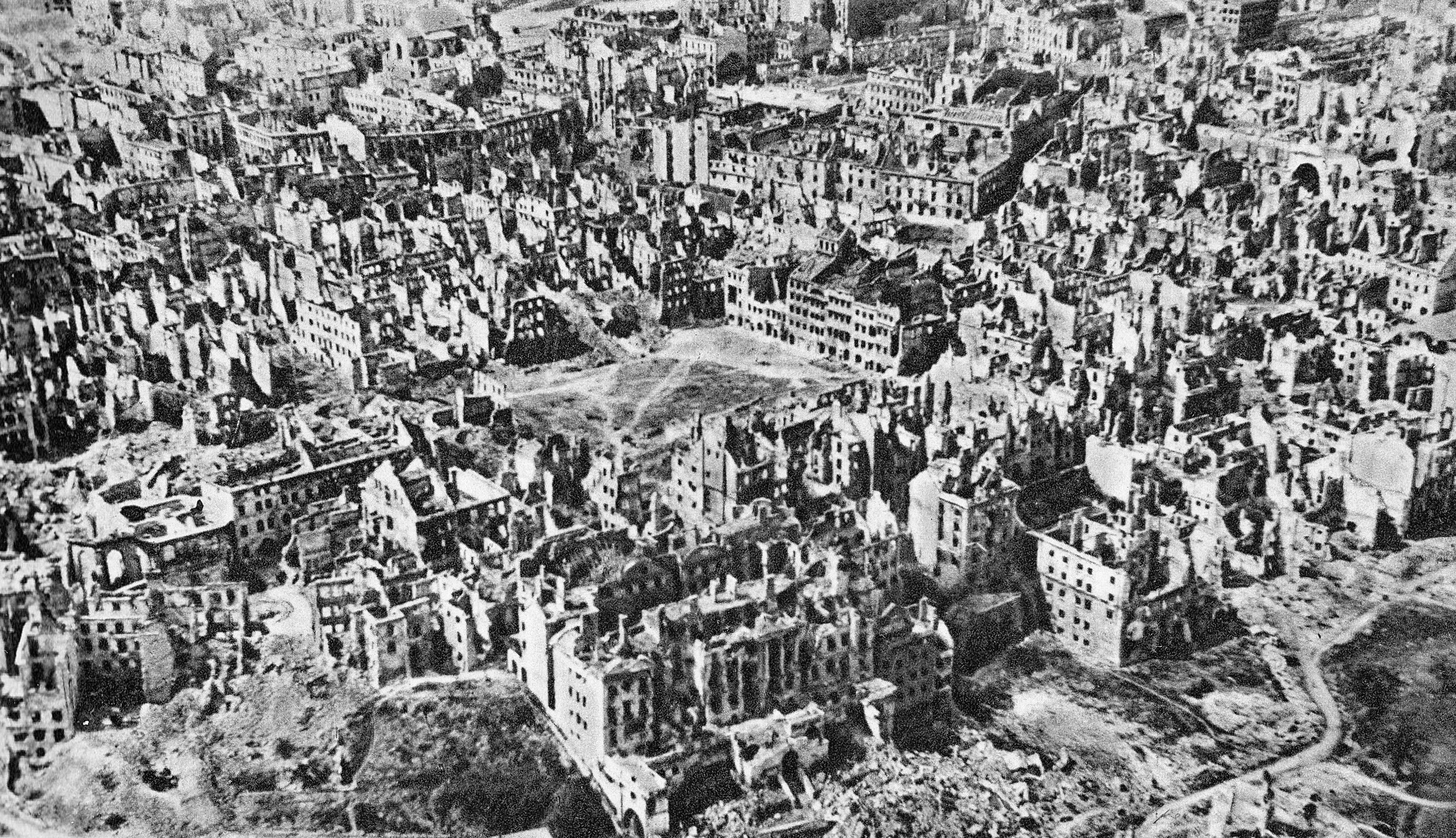
Stare i Nowe Miasto w 1945

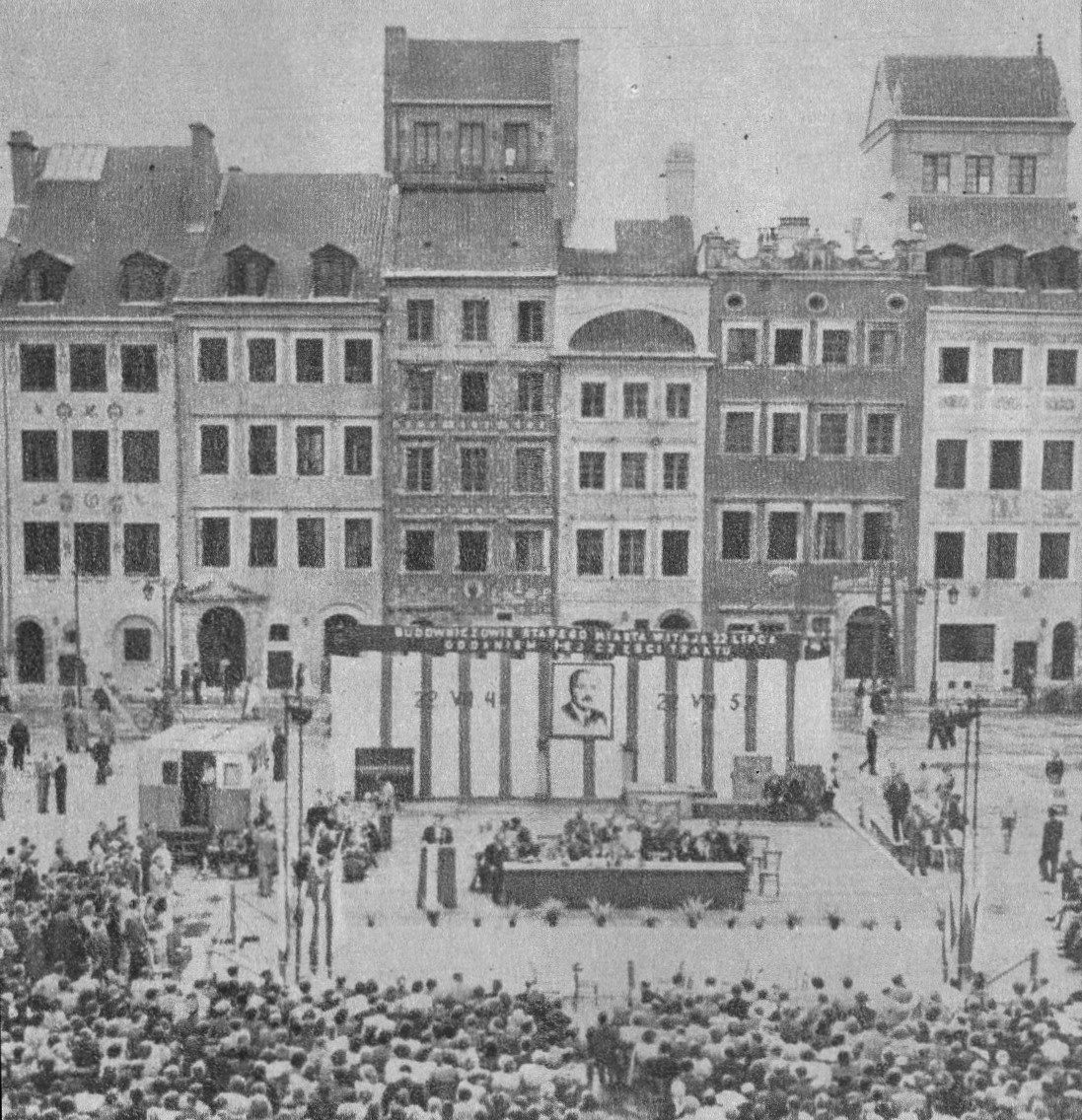
Uroczystość oddania do użytku odbudowanego Starego Miasta, 22 lipca 1953

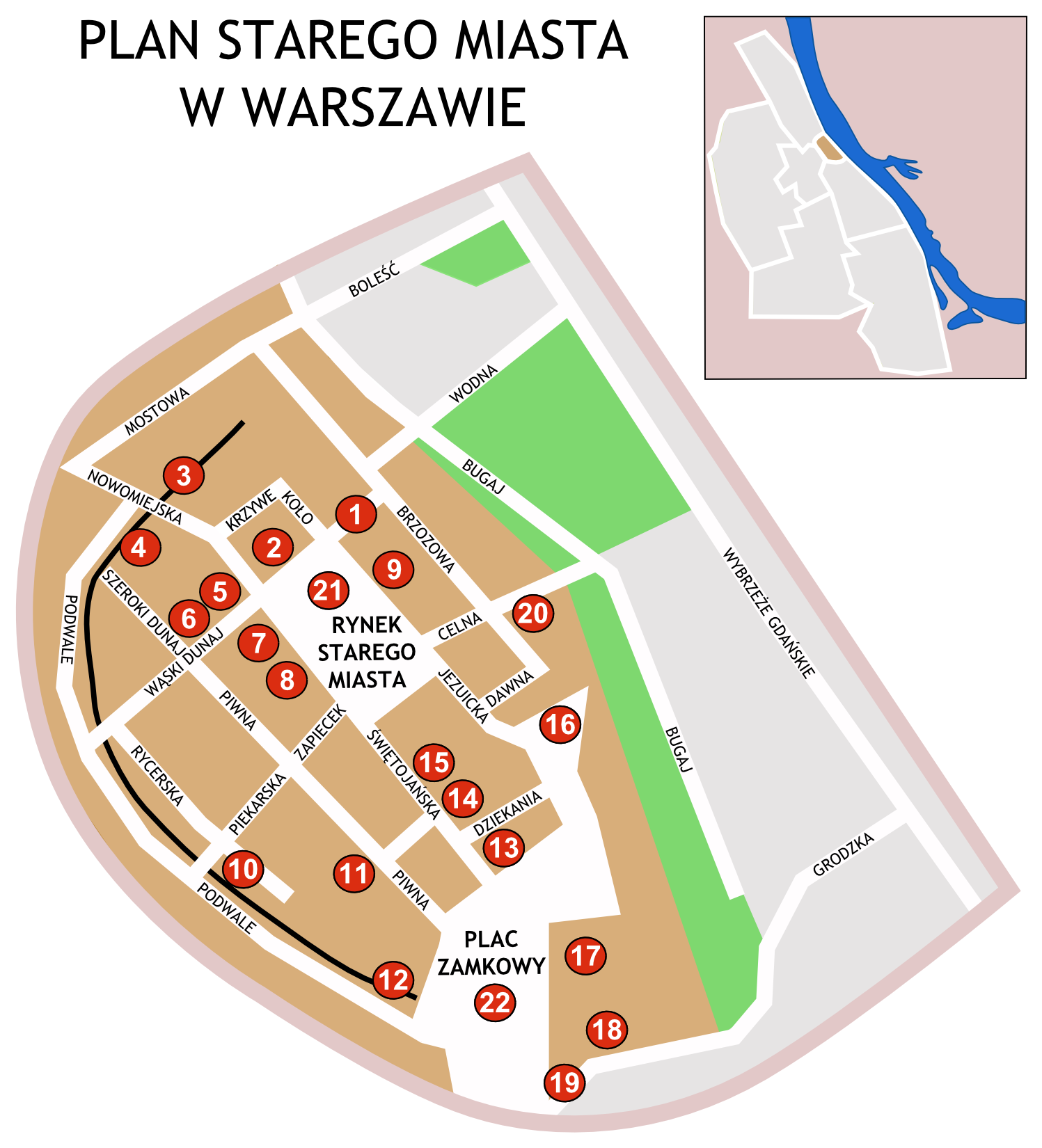
1. Kamienne Schodki 2. Muzeum Historyczne m.st. Warszawy 3. Barbakan 4. Mury miejskie 5. Kamienica Salwator 6. Muzeum Cechu Rzemiosł Skórzanych im. J. Kilińskiego 7. Kamienica Pod św. Anną 8. Kamienica Fukierów 9. Muzeum Literatury 10. Muzeum Rzemiosł Artystycznych i Precyzyjnych 11. Kościół św. Marcina 12. Most gotycki 13. Kamienica Pod Pelikanem 14. Katedra św. Jana Chrzciciela 15. Sanktuarium Matki Bożej Łaskawej 16. Kanonia 17. Zamek Królewski 18. Pałac Pod Blachą 19. Tunel Trasy W-Z 20. Gnojna Góra 21. Pomnik Syrenki 22. Kolumna Zygmunta

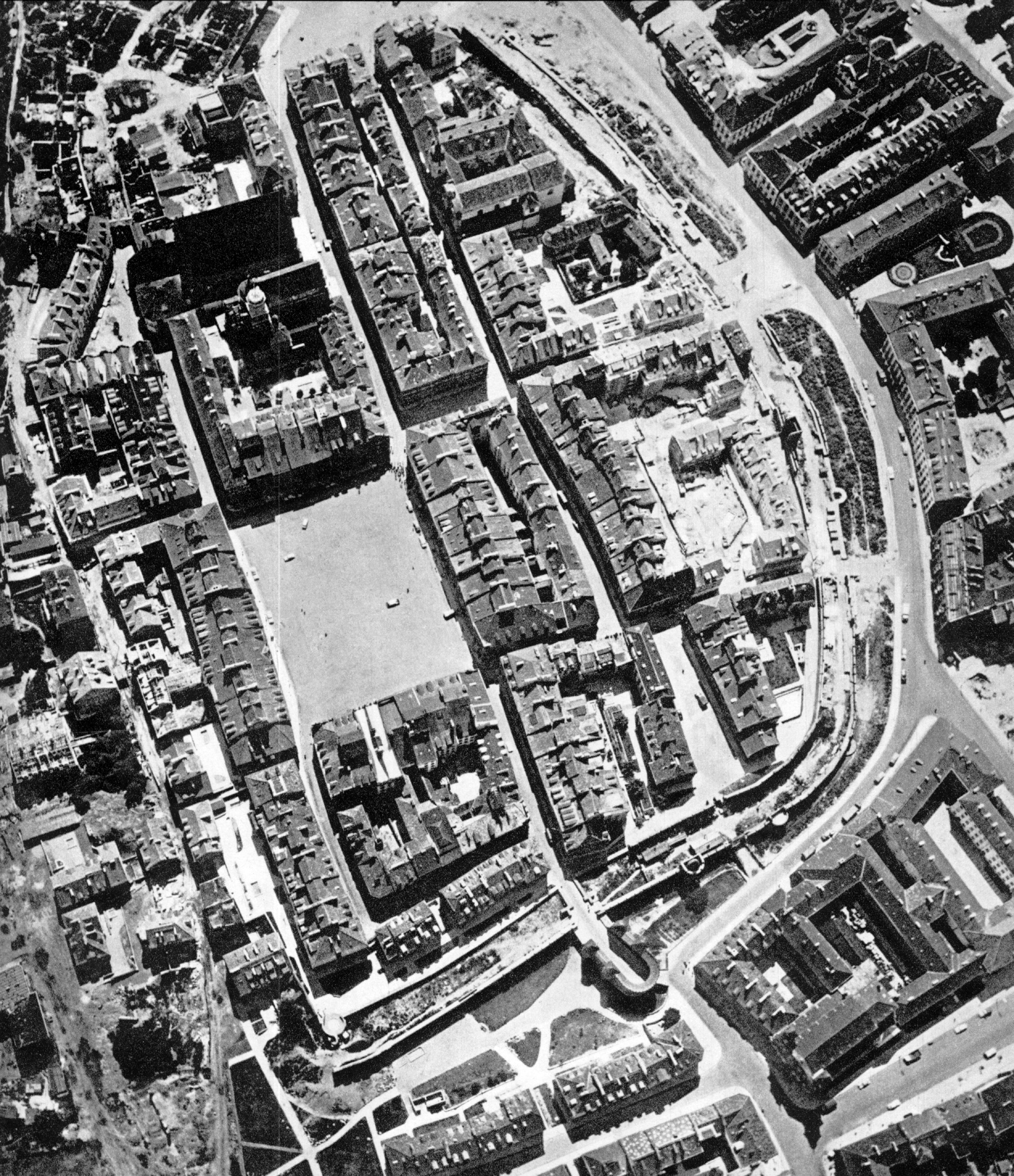
Stare Miasto, widok z lotu ptaka, ok. 1960

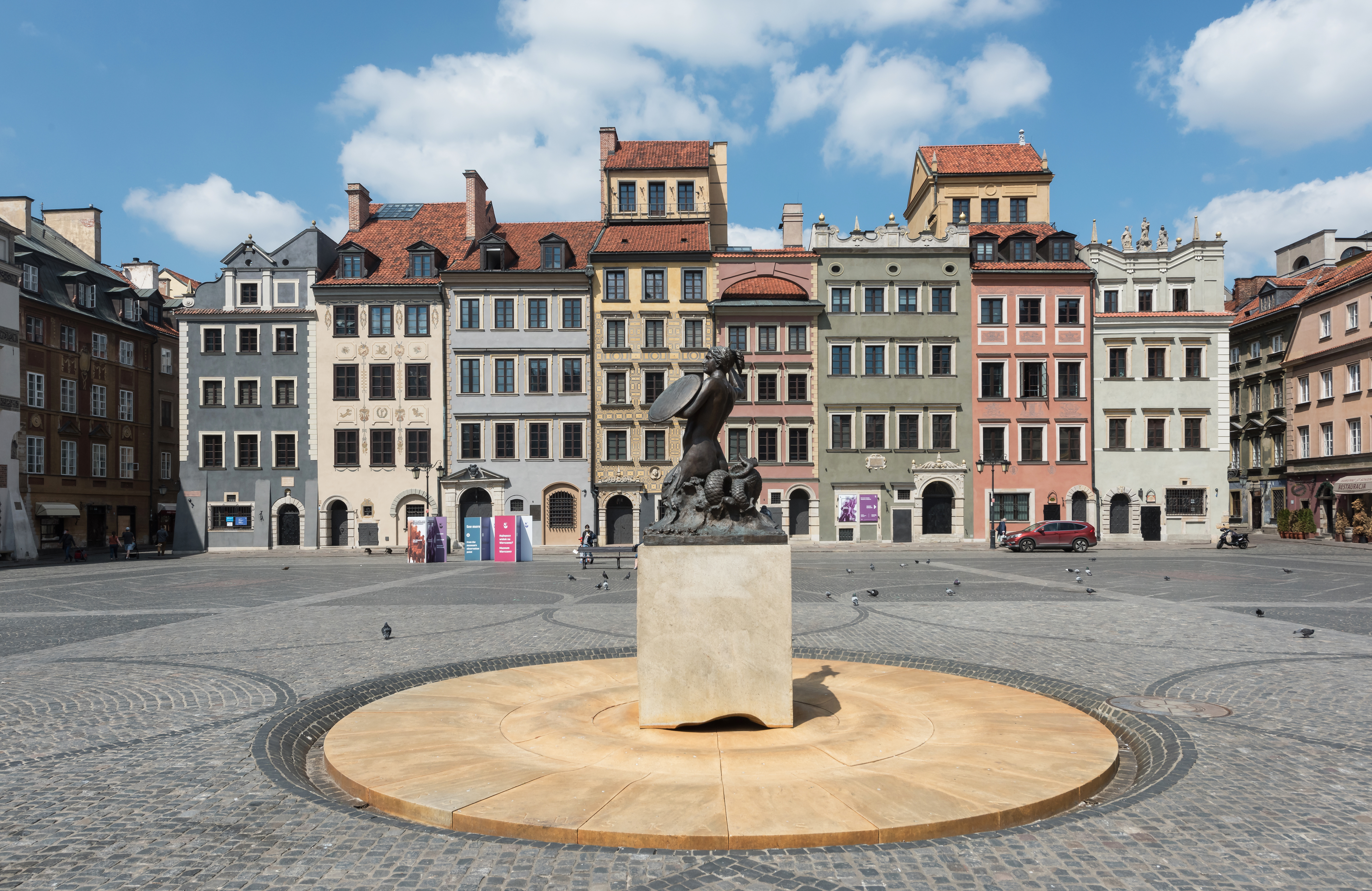
Rynek Starego Miasta, Strona Dekerta. Na pierwszym planie pomnik Syreny

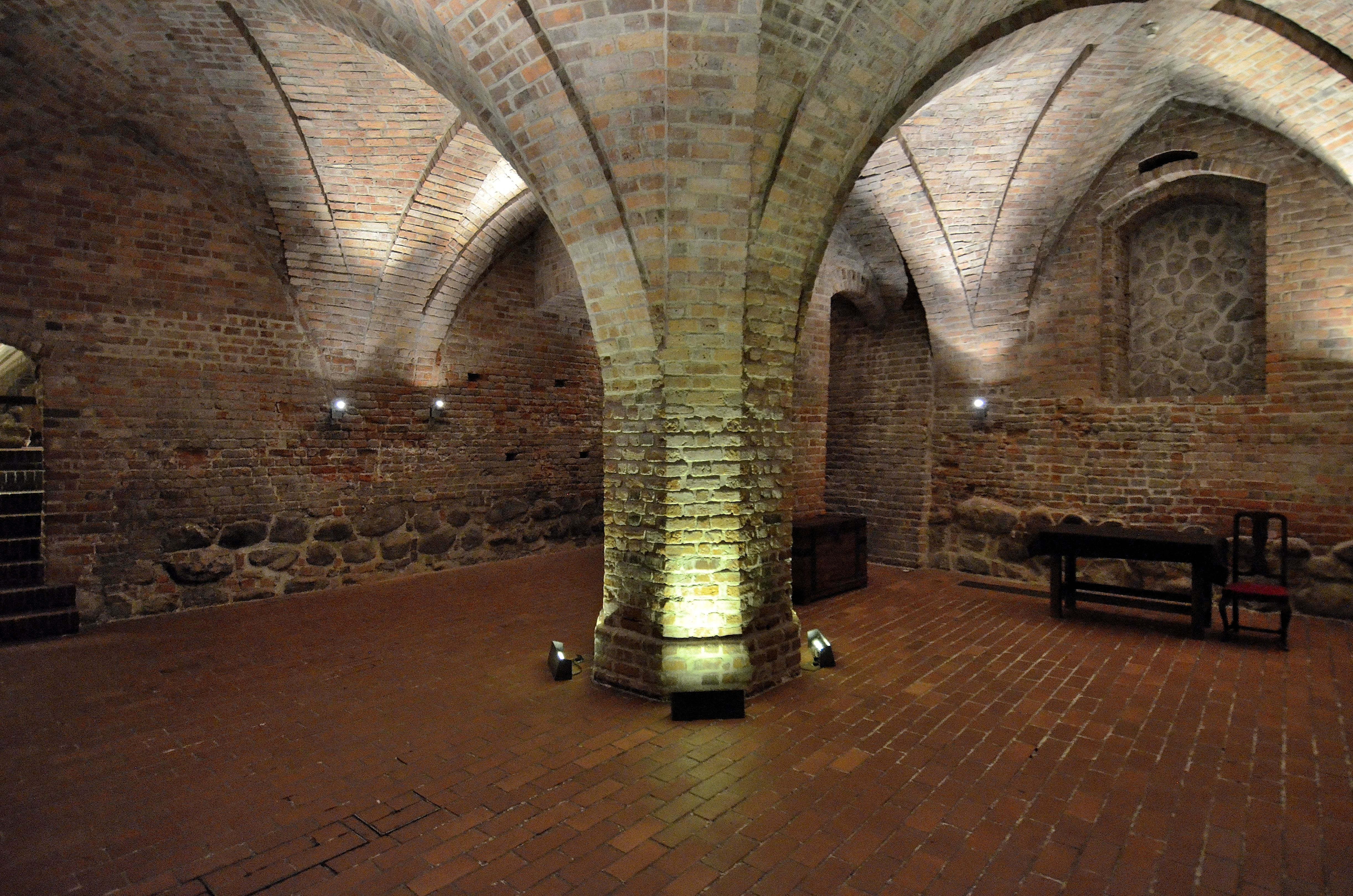
Piwnica Książęca z pocz. XVI wieku w Zamku Królewskim, największe autentyczne świeckie wnętrze gotyckie zachowane w Warszawie

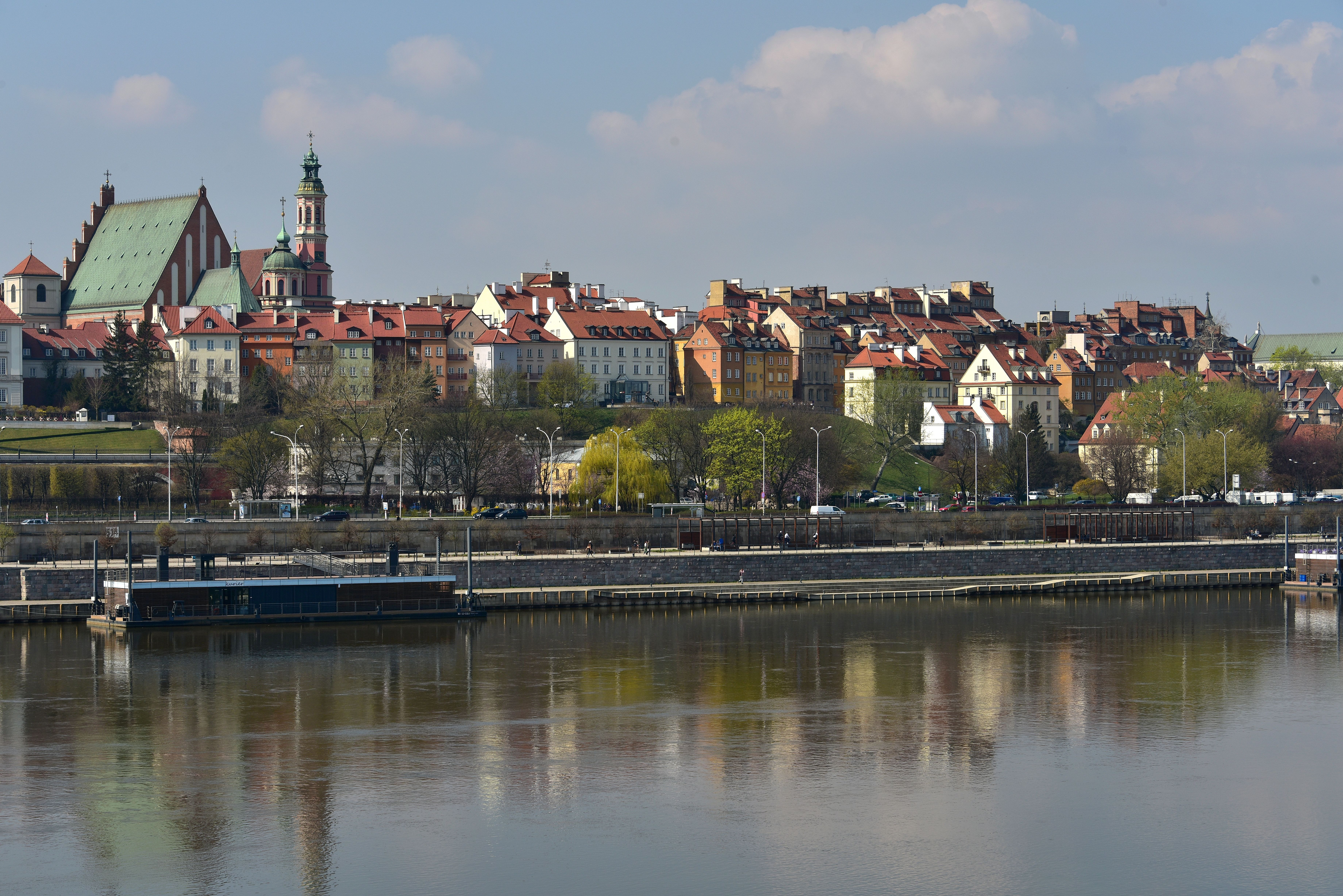
Stare Miasto od strony Wisły

Stare Miasto w Warszawie, zwyczajowo Starówka – dawne miasto Stara Warszawa, najstarszy ośrodek miejski Warszawy będący zwartym zespołem architektury zabytkowej, przeważnie z XVII i XVIII wieku o średniowiecznym układzie zabudowy, otoczone pierścieniem murów obronnych z XIV–XVI wieku. 
Współcześnie najstarsza część i obszar MSI w dzielnicy Śródmieście.

## Historia
Stara Warszawa uzyskała lokację miejską około 1300 roku. Została założona na skarpie, nad brzegiem dopływu Wisły – rzeczki Kamionki, obok zamku książąt mazowieckich wzniesionego kilka lat wcześniej w miejscu najstarszej części obecnego Zamku Królewskiego. Uważa się, że założycielem miasta był Bolesław II, książę mazowiecki i płocki. Była lokowane na prawie chełmińskim. Przywilej lokacyjny nie zachował się, stąd nie można ustalić dokładnej daty jego założenia.
Miasto miało powierzchnię ok. 16 ha, dwa place targowe (przy Rynku i przy Szerokim Dunaju), 12 ulic i ok. 150 domów. U wylotu obecnej ul. Celnej urządzono wysypisko śmieci, Gnojną Górę.
W środku miasta znajdował się plac w kształcie prostokąta, przy którym zamieszkało 40 najbogatszych osadników. Otrzymali oni pod zabudowę działki o szerokości 9 m i długości 35–40 m. Taki kształt działek wynikał z konieczności wybudowania na terenie miasta jak największej liczby domów. Kamieniczki były wąskie, jedno lub dwupiętrowe, ze stromymi schodami i dwuspadowymi dachami. Początkowo były drewniane, ale po pożarach w latach 1374, 1384, 1478, przybywało murowanych, wznoszonych z cegły. Miał na to wpływ wprowadzony w 1431 zakaz budowy domów drewnianych w obrębie murów miejskich.
W XIII wieku miasto było otoczone wałem ziemnym, który pod koniec XIV wieku został zastąpiony murem obronnym. Ciągnął się on od skarpy wiślanej na zachód, wzdłuż dzisiejszej ulicy Podwale do ulicy Piekarskiej, następnie obok kościoła św. Marcina aż do zamku. Z uwagi na korzystne położenie, na szlaku handlowym znad Morza Czarnego ku Bałtykowi, osiedlili się w Starej Warszawie głównie bogaci kupcy. Pozostałości warszawskiego odcinka owej drogi handlowej to dzisiejsza ulica Świętojańska, Rynek i ulica Nowomiejska.
Wkrótce po założeniu miasta wzniesiono kościół parafialny św. Jana. Przy Rynku pod numerem 19 mieszkał wójt, który zarządzał miastem początkowo samodzielnie (stanowisko dziedziczone), a od połowy XIV wieku razem z Radą Miejską, która urzędowała w Ratuszu, wybudowanym na środku Rynku (rozebrany w 1817 roku). Do końca XV wieku ludność Starego Miasta wzrosła, z początkowych kilkuset mieszkańców, do prawie pięciu tysięcy.
Kiedy książę Janusz w 1413 zdecydował o ustanowieniu Starej Warszawy swoją główną siedzibą, a zarazem stolicą księstwa warszawskiego, rozpoczął się intensywny rozwój grodu. Miasto otrzymało podwójną linię murów, zbudowano baszty i wykopano fosę. Do środka można było się dostać jedną z dwóch bram, Krakowską (Dworzan) i Nowomiejską lub od strony Wisły furtkami dla pieszych znajdującymi się u wylotu dzisiejszych ulic Celnej i Kamiennych Schodków. W okolicy Bramy Krakowskiej stał budynek zwany Dworem Wielkim (obecnie to najstarsza część Zamku Królewskiego) będący siedzibą księcia. Budowla z dużym dziedzińcem otoczona była dodatkowym murem. W pobliżu na przedłużeniu ulicy Grodzkiej (dziś Świętojańska) znajdowały się budynki mieszczące sąd i kancelarię grodzką, tzw. szopę. Oprócz kościoła św. Jana podniesionego do rangi kolegiaty, mieszkańcy mieli również do dyspozycji kościół św. Marcina, Szpital św. Ducha (dla ubogich starców), dwa cmentarze oraz łaźnię przy Bramie Nowomiejskiej. W Wieży Marszałkowskiej urządzono więzienie.
Z 1427 roku pochodzą pierwsze udokumentowane wiadomości o Żydach mieszkających w Starej Warszawie. Zajmowali oni teren należący do książąt mazowieckich, znajdujący się między ulicami: Wąski Dunaj, Piwną, Piekarską i murami obronnymi (później ulicą Rycerską); był on wyłączony spod prawa miejskiego. Dzieliła go na dwie części nieistniejąca już ulica Żydowska. Przy ulicy Wąski Dunaj znajdowała się murowana synagoga.
W 1527, rok po włączeniu Księstwa Mazowieckiego z Warszawą do Korony Królestwa Polskiego, Zygmunt I Stary potwierdził dawny przywilej książąt mazowieckich de non tolerandis Judaeis zakazujący Żydom mieszkać w Starej i Nowej Warszawie. Od XVI wieku zaczęto ściśle przestrzegać zasady, że warunkiem przyjęcia do prawa miejskiego było wyznawanie religii rzymskokatolickiej. Nie było natomiast barier narodowościowych.
W 1607 miasto nawiedził wielki pożar (ogień został zaprószony prawdopodobnie przez uczestników sejmu). Spłonęły m.in. 22 kamienice znajdujące się przy rynku.
Po przeniesieniu z Krakowa do Warszawy dworu królewskiego przez Zygmunta III Wazę miasto zyskało zbiorniki wody pitnej i połączony z nimi drewniany system wodociągowy uniezależniający mieszkańców od dostępności Wisły. Wznoszone były coraz bardziej okazałe kamienice, które należały, zwłaszcza te przy Rynku i ulicy Świętojańskiej, do zamożnych kupców i patrycjatu. Rynek stanowił centrum handlu towarami luksusowymi. Swoje produkty sprzedawali tu kupcy krajowi i cudzoziemcy. Towary kupowała szlachta przybywająca z różnych terenów kraju na sejmy i elekcje. W 1548 roku wzmocniono obronność miasta budując barbakan.
Architektura Starego Miasta zmieniała się na przestrzeni wieków wraz ze zmieniającymi się stylami w sztuce. Pierwsze średniowieczne kamienice budowane były w stylu gotyckim, za czasów Zygmunta Augusta domy, odnawiane czy odbudowywane po klęskach żywiołowych, miały charakter renesansowy. Na początku XVII wieku kamienice zyskały barwne tynki i barokowe zdobienia.
Po 1795 Stare Miasto podupadło i stało się dzielnicą biedoty, drobnych rzemieślników, a także prostytucji.
Na początku XIX wieku Stare Miasto pozbawione zostało bezużytecznych murów obronnych, w 1817 rozebrano bramy Nowomiejską i Krakowską wraz z sąsiadującymi budynkami, uzyskując przestrzeń dla placu Zamkowego, Barbakan przebudowano tak, że stał się częścią budynków mieszkalnych. Podjęto również rozbiórkę Ratusza i pobliskich sklepów. Stare Miasto stało się mało znaczącą częścią stolicy z przeludnionymi, chylącymi się ku upadkowi kamienicami zamieszkanymi przez ubogą ludność.
W 1906 Towarzystwo Opieki nad Zabytkami Przeszłości podjęło działania zmierzające do odnowy zdewastowanych staromiejskich budynków. Wykupiono i przeznaczono na inicjatywy społeczne kamienice: „Pod Świętą Anną” (nr 31) i Baryczków (nr 32). W 1916 zlikwidowano na Rynku targowisko i ułożono na nowo bruk. W 1928 odnowione fasady kamienic pokryto polichromią. Do 1938 zakończono częściową rekonstrukcję murów i Barbakanu.
W 1944 podczas powstania warszawskiego zabudowania Starego Miasta zostały zniszczone w ok. 90%. Przetrwało 6 domów z ponad 260.

## Rekonstrukcja
Warszawscy architekci podjęli temat odbudowy stolicy już po pierwszych zniszczeniach w 1939. W pracowniach architektonicznych, konspiracyjnie lub pod pozorem innych prac, opracowywali plany urbanistyczne i dokumentacyjne. Po powstaniu, kiedy miasto zostało przez Niemców planowo zniszczone, prace koncepcyjne nastawione na natychmiastową odbudowę znacznie się nasiliły. Były prowadzone w wyzwolonym Lublinie i na Pradze, konspiracyjnie w Generalnym Gubernatorstwie, w Londynie i obozach jenieckich.
5 listopada 1944, jeszcze przed podjęciem decyzji o stołeczności Warszawy, które miało miejsce 3 stycznia następnego roku, odbył się w Lublinie pierwszy zjazd Stowarzyszenia Architektów Rzeczypospolitej Polskiej, na którym mimo różnych koncepcji odbudowy, wszyscy zgadzali się co do konieczności odtworzenia Warszawy i przywrócenia jej stołeczności. Architekci wystosowali pismo do Biura Planowania i Odbudowy, przedstawiające stanowisko SARP-u w sprawie stolicy, apelując o jak najszybsze podjęcie decyzji. Zaraz po wyzwoleniu Biuro Planowania przy Rządzie Tymczasowym wysłało do stolicy grupę „Warszawa”, pod kierownictwem Józefa Sigalina, której zadaniem było oszacowanie zniszczeń i wezwanie rozproszonych architektów do udziału w odbudowie miasta. 14 lutego 1945 powstało Biuro Odbudowy Stolicy kierowane przez Romana Piotrowskiego.
7 marca 1945 Wydział Urbanistyki (jednostka BOS) przedstawił pierwszy plan dotyczący odbudowy miasta. W prasie pojawiły się artykuły prezentujące polemikę nad planem, a dziedzictwem przeszłości.
Odbudową Starego Miasta zajmował się Wydział Architektury Zabytkowej BOS-u (kierowany przez Jana Zachwatowicza). W marcu rozpoczęły pracę dwie grupy, terenowa Stare Miasto i inwentaryzacyjna, od wiosny następnego roku Pracownia Stare Miasto. W latach 1945–1947 prowadzono głównie prace zabezpieczające i odgruzowujące. Symboliczną datą rozpoczęcia odbudowy Starego Miasta był 1 września 1947, kiedy to rozpoczęto odgruzowywanie Rynku z udziałem prezydenta Bolesława Bieruta. Gruz wywożono z wykorzystaniem specjalnie w tym celu wybudowanej kolejki.
W pierwszej kolejności oczyszczono i wstępnie zabezpieczono partery kamienic przy Rynku Starego Miasta 32, 34, 36, stronę Dekerta, kamienice Wąskiego Dunaju i zachowane fragmenty katedry, odgruzowano dojazd na Rynek, przeniesiono ocalałe elementy Kolumny Zygmunta i innych kamiennych oraz drewnianych rzeźb do Muzeum Narodowego. Przy okazji odgruzowywania poczyniono również kilka odkryć archeologicznych, m.in. malowidło gotyckie na ścianach kamienic na Rynku Starego Miasta 20 i 8, basztę rycerską, znaczne partie Barbakanu ukryte w murach przyległych kamienic. Duży wkład w oczyszczanie Starego Miasta mieli mieszkańcy Warszawy, którzy wykonywali pracę w czynie społecznym.
W listopadzie 1948 uprawomocnił się plan zagospodarowania przestrzennego Starego i Nowego Miasta. W październiku 1949 przystąpiono do opracowania dokumentacji technicznej, ale niezależnie od tego ukończono już kamienice przeznaczone na Muzeum Warszawy i powróciła na miejsce Kolumna Zygmunta (22 lipca razem z oddaniem Trasy W-Z). Do końca 1949 odgruzowano międzymurze wzdłuż ulicy Podwale, obszar od placu Zamkowego do Piekarskiej, 96 kamieniczek, a zabezpieczono 45 budynków. Zakończenie pierwszego etapu odbudowy Starego Miasta nastąpiło 22 lipca 1953, w Święto Odrodzenia Polski.
Stare i Nowe Miasto miały stać się dzielnicami mieszkaniowymi. Podczas odbudowy usuwano oficyny kamienic (uznawane za zbędne), zachowano jednak dawne gabaryty i układy ulic. W wąskich ulicach i dziedzińcach pomieszczenia mieszkalne przewidywano wyłącznie na wyższych kondygnacjach, zapewniających dostęp światła i powietrza. Wszystkie mieszkania miały współczesne udogodnienia techniczne i centralne ogrzewanie.
Odbudowa katedry św. Jana i innych kościołów na Starym Mieście trwała nieco dłużej, a była możliwa dzięki powołaniu przez kardynała Augusta Hlonda Rady Prymasowskiej Odbudowy Kościołów Warszawy, jak również dzięki wsparciu państwa. Rekonstrukcja katedry, której przywrócono domniemany wygląd z XV wieku trwała do 1955. Odbudowano również wszystkie pozostałe świątynie.
2 lipca 1949 Sejm Ustawodawczy podjął uchwałę o odbudowie Zamku Królewskiego. Nie została ona jednak wtedy zrealizowana. Od 1947 trwało odgruzowywanie i odtworzenie Bramy Grodzkiej, do 1952 prowadzono prace archeologiczne. W latach 1960–1962 odbudowano przyziemie Wieży Grodzkiej, salę o 2 słupach, zabudowania na Dziedzińcu Kuchennym i podziemia obecnego Pałacu Ślubów. W 1971 podjęto ponownie decyzję o odbudowie, według projektów zespołu pod kierunkiem architekta Jana Bogusławskiego z 1955. W 1974 budowla była na etapie stanu surowego. Od 1981 udostępniano zwiedzającym kolejne wnętrza. W 1984 rozwiązał się Obywatelski Komitet Odbudowy Zamku Królewskiego.
Po latach działalność BOS okazała się kontrowersyjna, ponieważ prace dotyczące dokumentowania zniszczeń, planowania przestrzennego oraz odbudowy zabytków m.in. na Starym Mieście, odbywały się przy celowym wyburzaniu niejednokrotnie dobrze zachowanych budynków (z XIX i początku XX wieku).
W myśl nowoczesnej teorii konserwatorskiej wszelka rekonstrukcja i odbudowa jest fałszowaniem historii, jednak wyjątek uczyniono dla Starego Miasta ze względów moralnych i ideologicznych. Przez kilka lat przygotowywano wytyczne konserwatorskie i prowadzono badania. Zdecydowano się na przywrócenie świetności Starego Miasta z XVIII wieku, choć nie we wszystkich szczegółach. Zachowany został układ przestrzenny miasta z okresu jego lokacji z XII–XIII wieku.
Stare Miasto stanowi jedyny na świecie (w tej skali) obszar planowej i dokończonej odbudowy terenu zabytkowej zabudowy miejskiej po katastrofalnych zniszczeniach sięgających około 90%. Projekt rekonstrukcji opracował zespół architektów przy współpracy historyków i historyków sztuki, na podstawie zachowanych wizerunków Warszawy, w tym wedut Canaletta. Wykorzystano też zachowane fragmenty fasad, elementy wystroju wnętrz itp., zaś układ wnętrz został w większości zmieniony i dostosowany do nowych funkcji.

## Ważniejsze zabytki
- Rynek, centralny punkt Starej Warszawy

- Plac Zamkowy, przy którym znajdują się m.in. Zamek Królewski, kolumna Zygmunta III i pałac Pod Blachą

- Zamek Królewski, pierwotnie gotycki zbudowany przez książąt mazowieckich, przebudowy: renesansowa z lat 1569–1572 (Giovanni Battista di Quadro), wczesnobarokowa z 1599–1619 związana z przeniesieniem stolicy do Warszawy (Giovanni Trevano), rokokowa z lat 1741–1746 (Gaetano Chiaveri, J. K. Knöffel i K. F. Pöppelman), wnętrza z końca XVIII wieku (Dominik Merlini i Jan Chrystian Kamsetzer)

- Katedra św. Jana – powstała na przełomie XIII/XIV w. jako kolegiata, przebudowywana w następnych wiekach – po raz ostatni w XIX w. w stylu neogotyckim przez A. Idźkowskiego. Zniszczona w 1944, odbudowana w stylu nawiązującym do gotyckiego według projektu Jana Zachwatowicza. W podziemiach groby ostatnich książąt mazowieckich, Henryka Sienkiewicza oraz pierwszego prezydenta Polski Gabriela Narutowicza. Miejsce koronacji królów Polski: Stanisława Leszczyńskiego (1704) i Stanisława Augusta Poniatowskiego (1764)

- Kościół Jezuitów 1608–1626, manierystyczny z kopułą nad prezbiterium, po wojnie odbudowany. Wewnątrz obraz Najświętszej Panny Łaskawej z połowy XVII w. oraz portalowy nagrobek symboliczny Jana Tarły, jednego z fundatorów Collegium Nobilium, dłuta Jana Jerzego Plerscha z 1753, zniszczony w 1944, zrekonstruowany w 2010.

- Kolegium jezuickie, powstałe w XVII–XVIII w. z połączonych kamienic
- Kanonia – trójboczny plac na tyłach katedry św. Jana
- Kościół poaugustiański św. Marcina i klasztor fundowany w 1353, przebudowany w XVII i XVIII w. (m.in. Karol Bay), odbudowany po wojnie.

- Zespół murów miejskich z barbakanem

### Kamienice
Kamienice Starego Miasta pierwotnie pochodziły z XV–XIX wieku, po II wojnie światowej w większości zostały zrekonstruowane:
- ulica Świętojańska:
  - Kamienica Bartoszków, wcześniej Pigułczyńska (nr 1) – wybudowana w XVI wieku przez rodzinę aptekarzy. W 1637 własność Adama Jarzębskiego. Następnie do 1870 była w posiadaniu seminarium zakonu bartolomitów (bartoszków). Przebudowywana. W czasie II wojny światowej zniszczona. Podczas odbudowy jej część frontowa została zwrócona w stronę placu Zamkowego;
  - Kamienica Kościelskich (nr 2)
  - Kamienica Psałteria (nr 4) – powstała w 1684, zbudowana z połączenia budynków z XV i XVI wieku, dawna własność księży psałterzystów. W XIV wieku na zajmowanym przez nią obszarze znajdowały się piece do wytopu żelaza. Po II wojnie światowej przetrwały mury parteru i fragment fasady;
  - Kamienica Schmitta (nr 5) – powstała w 1728, zbudowana z połączenia budynków z XVI i XVII wieku. Inicjatorem budowy był konsyliarz królewski Karol Schmitt. Po II wojnie światowej przetrwał parter i sień;
  - dawne Seminarium Duchowne (nr 6) – budynek z 1743 z rozczłonkowaną barokową fasadą, powstały w miejscu szkoły parafialnej z XV wieku;
  - Kamienica (nr 7) – w XVII wieku własność Adama Jarzębskiego, który był nadwornym muzykiem, budowniczym i autorem przewodnika po Warszawie pt. Gościniec albo krótkie opisanie Warszawy (1643);
  - Kamienica Bractwa Miłosierdzia (nr 17) – wybudowana ok. 1642. Do 1841 własność Bractwa Miłosierdzia założonego przez Piotra Skargę. Na przełomie XIX i XX wieku dobudowano dodatkowe dwa piętra i część z przejściem w kierunku ulicy Piwnej. Po II wojnie światowej przetrwały fasada do wysokości gzymsu i barokowy portal z kulą na cokole z XVIII wieku;
  - Kamienica Aptekarzowska (nr 19) – wybudowana w XVI wieku przez aptekarza Pawła. W XVIII wieku zamieszkiwała ją aptekarska rodzina Fryzów. W latach 1780–1790 stanowiła własność Bernarda Croisy (sekretarza królewskiego). Po II wojnie światowej przetrwały parter i fragment piętra (m.in. mur z XVI wieku i szczyt z XVII wieku);
  - Kamienica Metrykantów Koronnych (nr 21) – zbudowana w XVI wieku, przebudowywana w latach 1676, 1717 i 1816. Właścicielami budynku byli m.in. metrykanci koronni, stąd nazwa kamienicy. W jej posiadaniu byli m.in.: od 1718 Andrzej Franciszek Cichocki, a na początku XIX wieku Walenty Skorochód-Majewski. Skorochód-Majewski uruchomił w kamienicy drukarnię sanskrycką. W 1944 została ona całkowicie zniszczona. Podczas odbudowy nie zrekonstruowano czwartego piętra;
  - Kamienica Pod Okrętem (nr 31)
- ulica Wąski Dunaj:
  - Kamienica Salwator – Pod Chrystusem Zmartwychwstałym (nr 8) – wybudowana w 1632 dla Jakuba Gianottiego. Po wojnie restaurowana. Podczas odbudowy attyki nie przywrócono jej poprzedniego wyglądu. Nadużycia konserwatorskie polegały na zastąpieniu figury Chrystusa obeliskiem, a św. Weronika (popiersie znajdujące się u podstawy grzebienia) nie trzyma, tak jak to było pierwotnie, chusty, a tarczę z maską martwego mężczyzny;

- Kamienica Cechu Szewców (nr 10) – pochodząca z XVI wieku. W 1799 kupiona przez cech szewców i zaadaptowana na jego siedzibę. W 1944 spłonęła, zachowały się jedynie elewacje. Po wojnie wyburzona, w 1954 odbudowana. Obecnie jest siedzibą Muzeum Cechu Rzemiosł Skórzanych im. Jana Kilińskiego;
- Kamienica (nr 20) – pochodzi z XIX wieku, jest jedyną pozostawioną kamienicą z tego wieku spośród tych, które znajdowały się w międzymurze. Od 1435 do końca XVIII wieku na tym terenie funkcjonowała ludwisarnia miejska. Po II wojnie światowej przetrwały mury konstrukcyjne budynku;

- ulica Szeroki Dunaj:
  - Kamienica Jana Kilińskiego (nr 5) – pochodzi z XVIII wieku, własność m.in. Jana Kilińskiego, zmarłego w niej w 1818. W 1916 umieszczono na niej tablicę upamiętniającą Kilińskiego. Podczas II wojny światowej całkowicie zniszczona i następnie zrekonstruowana;
  - Kamienica (nr 11) – obecny kształt został jej nadany w XIX wieku. Po II wojnie światowej przetrwały fasada i sklepienia parteru.

## Lista UNESCO

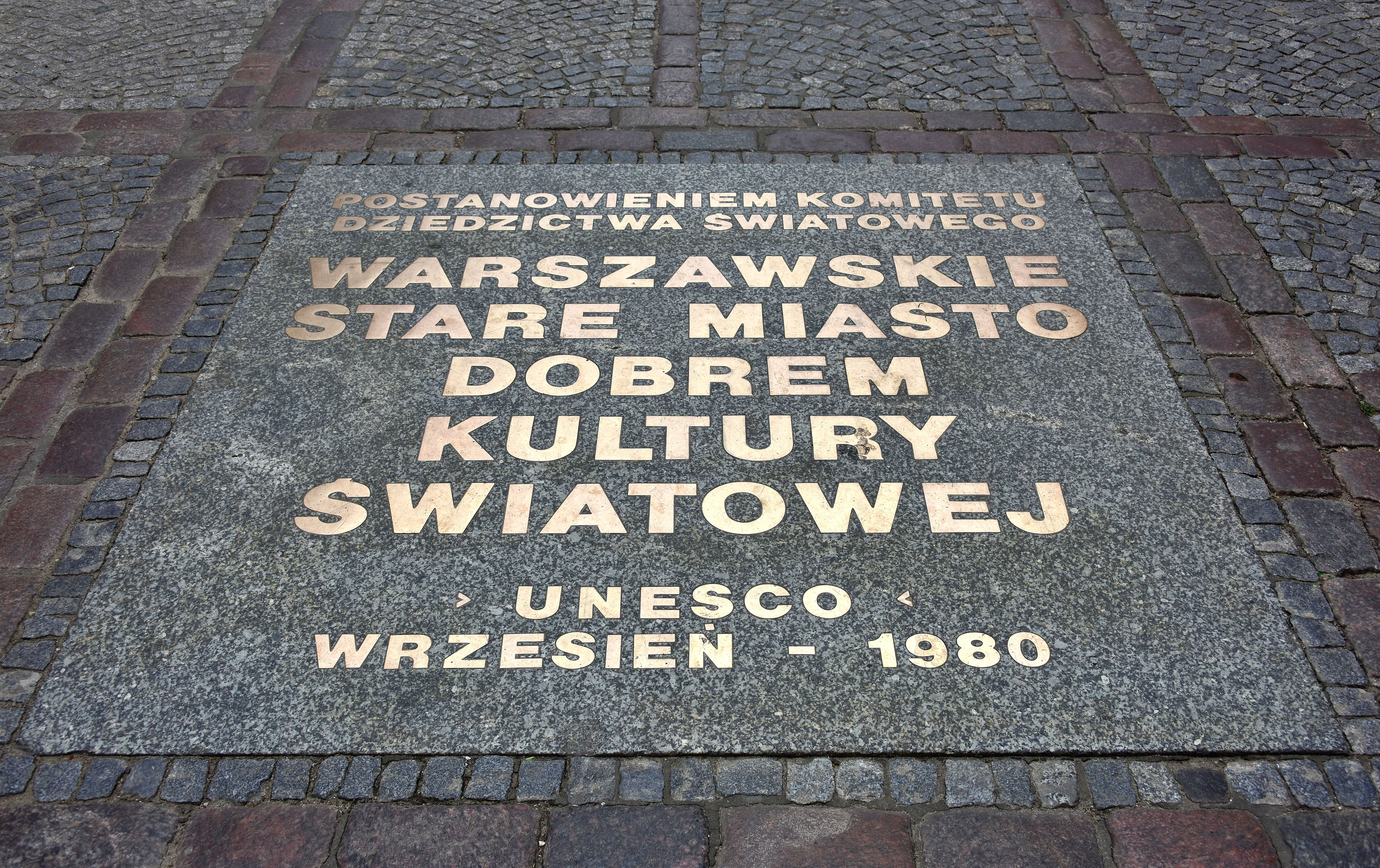
Tablica upamiętniająca umieszczenie Starego Miasta na liście światowego dziedzictwa UNESCO wmurowana w 1985 na ulicy Zapiecek

2 września 1980 roku Stare Miasto w Warszawie zostało umieszczone na liście światowego dziedzictwa UNESCO (był to 30. wpis). Warszawska Starówka znalazła się na liście jako przykład niemal kompletnej rekonstrukcji. W tekście wyjaśniającym napisano: 

Ponad 85% zabytkowego centrum Warszawy zostało zniszczone przez nazistowskie oddziały okupacyjne. Po wojnie mieszkańcy Warszawy podjęli dzieło odbudowy, które doprowadziło do odtworzenia kościołów, pałaców i domów będących symbolem polskiej kultury i narodowej tożsamości. Jest to wyjątkowy przykład całkowitej rekonstrukcji zespołu historycznego.

We wrześniu 1985 w bruku na ul. Zapiecek umieszczono tablicę pamiątkową z napisem:

Postanowieniem Komitetu Dziedzictwa Światowego warszawskie Stare Miasto dobrem kultury światowej UNESCO. Wrzesień 1980